# Prison au Groenland
Les prisons au Groenland sont administrées par le service correctionnel du Groenland (en danois : Kriminalforsorgen i Grønland) qui relève du ministère de la justice du Danemark. 
Le Groenland dispose de six prisons majoritairement « ouverte » mais l'une d'entre elles, la prison de Nuuk, dispose également d'un quartier « fermée (en) ».

## Histoire
Dans la société inuite, les peines pour les crimes étaient traditionnellement relativement clémentes, car tout le monde était nécessaire pour survivre dans l'environnement rude et isolé du Groenland. Dans le prolongement de ce principe, la majeure partie du système pénitentiaire groenlandais fonctionne selon un modèle particulièrement ouvert qui privilégie la réhabilitation et la prévention de la récidive,,. 
Le code pénal groenlandais est instauré en 1954 et s'inscrit dans cette volonté de réinsertion. Auparavant, le système judiciaire du Danemark s'appliquait aux danois vivant au Groenland tandis que le droit coutumier groenlandais s'appliquait aux populations autochtones (en),.
Les détenus qui font partie du système ouvert peuvent aller travailler, suivre des cours, rendre visite à des proches et faire des courses pendant leur séjour dans la communauté, mais doivent se présenter à la prison entre 21 h 30 et 6 h 30 chaque jour ainsi que le week-end. Ils peuvent également chasser avec des armes à feu s’ils sont escortés par un gardien de prison. Les prisonniers disposent des clés de leurs propres cellules, ce qui est considéré comme une forme d’intimité. L'absence de présentation à la prison entraînera une peine d'isolement de 7 jours à son retour. Les prisonniers sont également soumis à des tests de dépistage de drogue, et un test raté entraînera un placement en isolement. En raison de l'isolement géographique des villes du Groenland et de leur faible population globale (« tout le monde connaît tout le monde »), les évasions des installations ouvertes sont très rares.
Les délinquants mineurs peuvent, quant à eux, éviter la prison et être placés dans des familles de chasseurs, de pécheurs ou de bergers qui les formeront à ces métiers.

Les prisonniers groenlandais considérés comme présentant un risque trop élevé pour le système ouvert ou nécessitant un niveau élevé de surveillance étaient tous envoyés à la prison de Herstedvester, une prison située au Danemark qui a également la capacité de fournir des soins psychiatriques aux détenus,,,, et qui avait mis en place une aile spécifique destinée à l'incarcération des détenus issus du Groenland et disposait d'un interprète. Depuis la mise en place de ce système dans les années 1950, un peu plus de 100 prisonniers groenlandais se sont retrouvés à Herstedvester, et en 2018, ils étaient 27. Cependant, la Commission judiciaire du Groenland indique dès 2003 que le pays devait disposer de sa propre prison fermée.
En 2019, la prison de Nuuk, première prison fermée (en) du Groenland, entre en fonction à Nuuk, la capitale du Groenland, réduisant ainsi la nécessité d'envoyer certains prisonniers au Danemark. La nouvelle prison, qui peut accueillir jusqu'à 76 détenus, en groupe ouvert et fermé, permet aux détenus de cuisiner eux-mêmes, de rester en contact avec leurs familles via des téléphones portables fournis et encourage les activités de plein air,,. Les prisonniers groenlandais déjà détenus à Herstedvester eurent la possibilité d'être transférés vers la nouvelle prison de Nuuk. Une grande partie d'entre eux souhaitent cependant continuer à purger leur peine au Danemark plutôt qu'à Nuuk, généralement parce qu'ils veulent rester au Danemark après leur libération, parce qu'ils ne se sentent pas plus liés à la capitale groenlandaise qu'au Danemark (il existe des différences culturelles importantes entre les différentes régions du Groenland et certains détenus sont originaires d'endroits très éloignés de Nuuk) ou parce qu'ils veulent avoir accès à des ressources de traitement spécialisées qui ne sont pas disponibles dans l'établissement groenlandais relativement petit,.

## Le service correctionnel du Groenland

### Missions du service
Le service correctionnel du Groenland (en danois : Kriminalforsorgen i Grønland) relève du ministère de la justice du Danemark et ne relève donc pas des prérogatives du gouvernement groenlandais, tout comme la responsabilité des tribunaux et de la police qui relève également du gouvernement danois. Mais il fonctionne comme un service indépendant et autonome,.
Le service correctionnel dispose également d'un service spécifique (en danois : Kriminalforsorgen i Frihed - litt. « Service Correctionnel en Liberté ») qui gère également les prévenus en attente de jugement, les condamnés à des peines probatoires ou ceux bénéficiant d'une libération conditionnelle selon le modèle danois. Cette entité compte 17 agents et une cinquantaine de correspondants locaux situés à Ilulissat, Aasiaat, Sisimiut, Maniitsoq, Nuuk, Qaqortoq et Tasiilaq.

### Directeurs du service correctionnel du Groenland
Liste des directeurs qui se sont succédé à la tête du service correctionnel du Groenland :
| Directeur          | Début de mandat  | Fin de mandat    | Remarques                   | Ref.   |
| ------------------ | ---------------- | ---------------- | --------------------------- | ------ |
| Michael Stage      | Fin 2012         | 1er juillet 2013 | Intérim                     | ,      |
| Hans Jørgen Engbo  | 1er juillet 2013 | 1er juillet 2016 |                             | ,      |
| Naaja Nathanielsen | 1er août 2016    | avril 2021       |                             | ,      |
| Julie Præst Wilche | septembre 2021   | mai 2022         |                             | ,      |
| Christian Høygaard | mai 2022         | septembre 2023   | Intérim                     | [ 27 ] |
| Christian Høygaard | septembre 2023   | Présent          | directeur de plein exercice | [ 27 ] |

### Le personnel pénitentiaire
En 2024, le service correctionnel du Groenland emploie 120 personnes à temps plein, majoritairement des surveillants pénitentiaires, répartis sur 7 villes groenlandaises. Il emploie également une cinquantaine de personnes engagées ponctuellement et payées à l'heure sur des missions spécifiques.
Le manque de personnels dans les différentes prisons groenlandaises, et plus particulièrement dans la nouvelle prison de Nuuk, est cependant à nouveau constatées en 2019 par l'Association pénitentiaire du Danemark (en). Il est également relevé que les surveillants pénitentiaires affectés au Groenland gagnent environ 4 500 couronnes de moins que leurs collègues travaillant au Danemark. Une enquête sur les différences salariales avait cependant été lancée en 2017 par le ministère de la justice mais les conclusions n'avaient toujours pas été rendues en 2019. Ces nouveaux constatés ont cependant engendrés de nouveaux débats politiques sur l'amélioration de la rémunération et de la formation du personnel pénitentiaire groenlandais.
Ces négociations aboutissent en 2020 à la signature d'un protocole qui aligne le salaire de surveillants pénitentiaires groenlandais sur ceux affectés au Danemark. En 2023, cet accord est prolongé jusqu'en 2026 et est complété en 2024 par la mise en place d'une convention collective qui renforce cette égalité salariale,. 
Cette augmentation des salaires a permis réduire significativement les difficultés de recrutement et le manque de personnels dans les prisons même s'il subsiste encore des problèmes liés au paiement des heures supplémentaires et à un nombre important d'arrêts maladie liés à des syndromes post-traumatiques, des dépressions et de l'anxiété parmi le personnel. Le nombre d'agents souffrant de ces troubles, bien qu'encore élevé, connait une diminution importantes depuis 2020 notamment grâce à l'amélioration des conditions de travail et la mise en place de mesures préventives,,.

## Les prisons du Groenland
Les prisons groenlandaises sont au nombre de six et sont réparties sur l'ensemble du territoire. Ce sont presque exclusivement de petites prisons dites « ouvertes » qui accueillent les détenus uniquement la nuit et le week-end et leur permettant d'aller travailler ou suivre des cours durant la journée. Cela s'inscrit dans la tradition inuite, les détenus bénéficiant dès leur condamnation de mesures de semi-liberté.
Mais, en 2019, la nouvelle prison de Nuuk entre en fonction et permet ainsi au Groenland de disposer d'une prison « fermée (en) » de haute sécurité destinée à l'incarcération des détenus les plus dangereux.

### Prison d'Aasiaat
La prison d'Aasiaat (en danois : Anstalten for domfældte i Aasiaat - litt. « établissement pour condamnés de Aasiaat ») est située dans la localité d'Aasiaat, cinquième plus grande ville du Groenland. La prison est exclusivement ouverte, les détenus travaillent ou suivent des cours à l'extérieur durant la journée et reviennent passer la nuit et le week-end en prison.
La prison dispose uniquement en « chambre individuelle » ainsi que d'équipements destinés aux détenus, tels qu'une bibliothèque, une salle de sport ainsi qu'un jardin doté d'une serre.
D'une capacité d'accueil de 15 places « ouvertes » pour des détenus provenant essentiellement du nord du pays, la prison accueillait 13 détenus en 2019. En 2022, la prison disposait toujours de 15 places « ouvertes » et employait 8 agents pénitentiaires,.

### Prison d'Ilulissat
La prison d'Ilulissat (en danois : Anstalten for domfældte i Ilulissat - litt. « établissement pour condamnés d'Ilulissat ») est située à Ilulissat.
En 2022, la prison disposait de 28 places « ouvertes » et employait 17 agents pénitentiaires,.

### Prison de Nuuk
La prison de Nuuk (en danois : Anstalten for domfældte i Nuuk - litt. « établissement pour condamnés de Nuuk ») est située à Nuuk, capitale du Groenland. Construite en 2019 et d'une capacité de 76 places à son ouverture, l'établissement constitue la seule prison fermée du pays.
En 2022, la prison disposait de 76 places « ouvertes » et « fermées (en) » et  et employait 44 agents pénitentiaires,.

### Prison de Qaqortoq
La prison de Qaqortoq (en danois : Anstalten for domfældte i Qaqortoq - litt. « établissement pour condamnés de Qaqortoq ») est située à Qaqortoq.
En 2022, la prison disposait de 10 places « ouvertes » et employait 8 agents pénitentiaires,.

### Prison de Sisimiut
La prison de Sisimiut (en danois : Anstalten for domfældte i Sisimiut - litt. « établissement pour condamnés de Sisimiut ») est située à Sisimiut.
En 2022, la prison disposait de 9 places « ouvertes » et employait 8 agents pénitentiaires,.

### Prison de Tasiilaq
La prison de Tasiilaq (en danois : Anstalten for domfældte i Tasiilaq - litt. « établissement pour condamnés de Tasiilaq ») est située à Tasiilaq.
En 2022, la prison disposait de 15 places « ouvertes » et employait 8 agents pénitentiaires,.

## Difficultés et incidents
En 2015, le service du Médiateur parlementaire (da) du Folketing (parlement danois), dirigé par Jørgen Steen Sørensen (da), réalise une inspection des prisons groenlandaise après avoir reçu des signalements inquiétants sur les conditions de détentions dans ces prisons. Plusieurs problèmes importants ont notamment été constatés tels que le manque de personnel, le manque de nourritures, de boissons et de produits d'hygiène ou des fouilles corporelles non justifiées. Cette situation engendre de conditions de détentions difficiles voir dangereuses pour les détenus (pas d'accès aux toilettes, impossibilité d'appeler un membre du personnel en cas de danger, etc.) et une absence de respect de certains droits fondamentaux. L'inspection a donné lieu à la rédaction de recommandations qui ont été transmises au service correctionnel du Groenland et à la Direction de l’Administration Pénitentiaire (da) du ministère de la justice du Danemark dont le service correctionnel groenlandais dépend.